# 美乃浜学園駅
美乃浜学園駅（みのはまがくえんえき）は、茨城県ひたちなか市磯崎町にある、ひたちなか海浜鉄道湊線の駅である。

## 概要
2021年（令和3年）3月13日開業。
沿線地域の3小学校・2中学校を統合して同年4月に開校した小中一貫校・ひたちなか市立美乃浜学園が駅名の由来で、駅自体も学校の開校に合わせて最寄り駅として計画されたものである。
新駅整備にあたっては幹線鉄道等活性化事業費補助（形成計画事業）を活用し、国（鉄道・運輸機構経由）および地方公共団体の補助金を財源として事業が進められた。事業費は設計費と工事費合わせて計約5,426万円で、国と県、市がそれぞれ3分の1ずつ負担した。

## 歴史
- 2020年（令和2年）5月25日：駅名が「美乃浜学園駅」に決定する[2]。なお、仮称は「学校駅」であった[5][3]。
- 2021年（令和3年）3月13日：開業[1]。

## 駅構造
延長約65メートル（3両編成対応）、幅約3メートルの単式ホーム1面1線を有する地上駅。ホームには安全対策として列車接近案内装置や列車非常停止警報装置、固定式転落防止柵が設置されている。

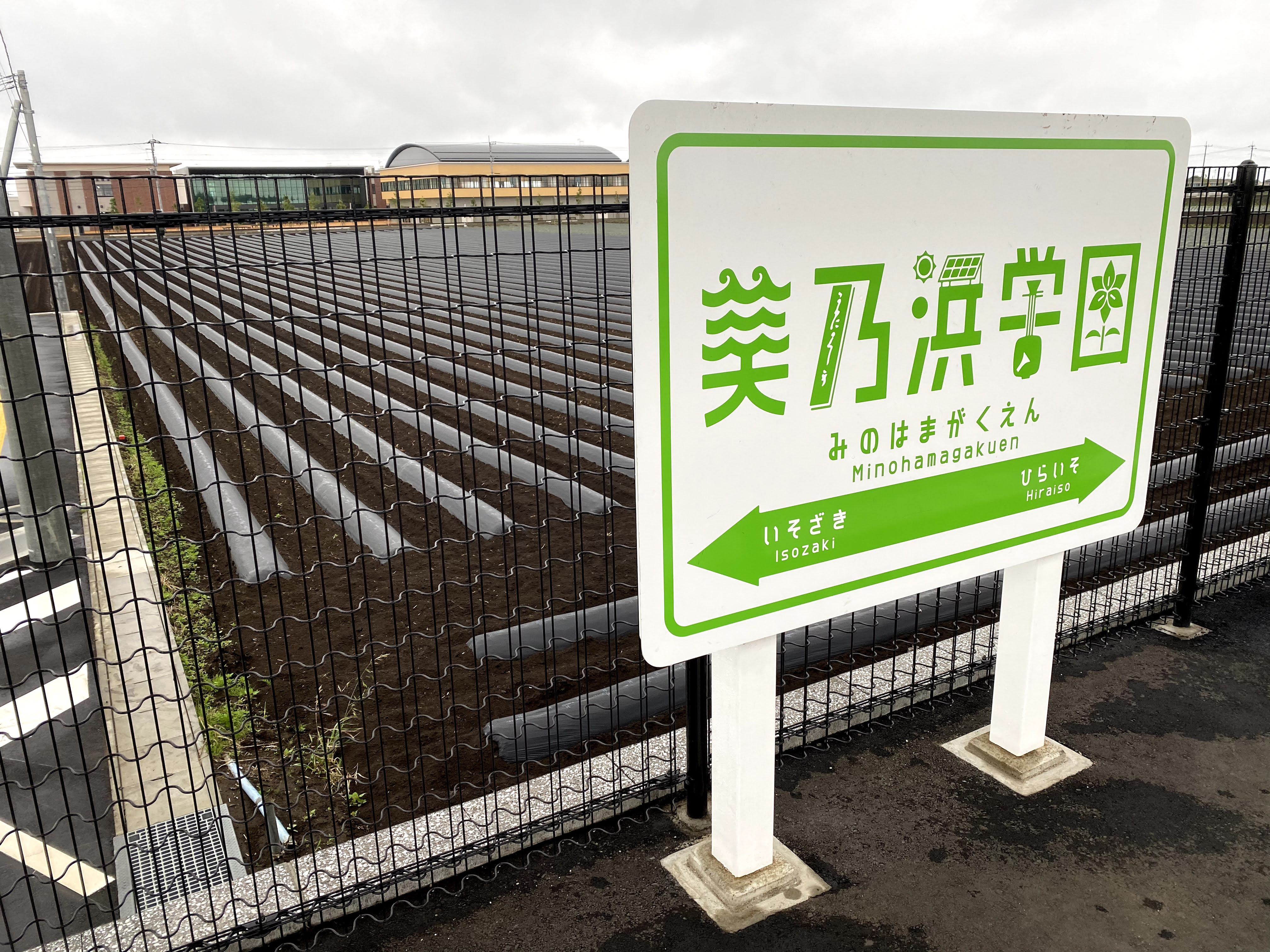
駅名標と美乃浜学園（奥の建物）
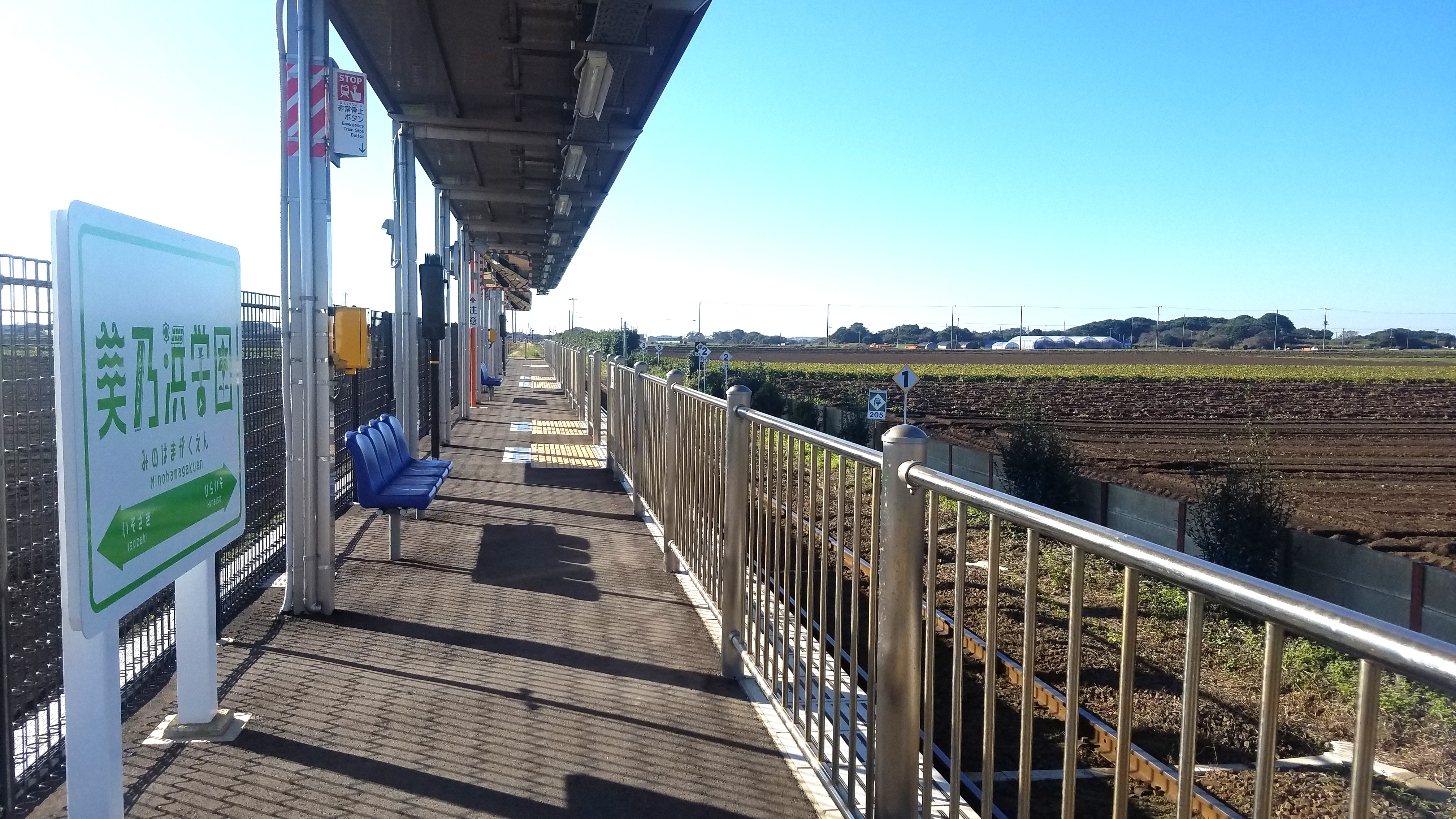
ホーム（2021年11月）

## 駅周辺
- ひたちなか市立美乃浜学園 - 駅から約130メートル[6]

## バス路線
最寄り停留所は、駅東側の道路上にある「美乃浜学園」である（駅前ロータリーには乗り入れない）。
| 系統         | 主要経由地                                           | 行先     | 運行会社                          |
| ------------ | ---------------------------------------------------- | -------- | --------------------------------- |
| 那珂湊コース | 磯崎駅・阿字ヶ浦駅・海浜公園西口・県営西十三奉行団地 | 那珂湊駅 | スマイルあおぞらバス （茨城交通） |
| 那珂湊コース | 平磯南町・那珂湊駅・おさかな広場                     | 那珂湊駅 | スマイルあおぞらバス （茨城交通） |

## 隣の駅
ひたちなか海浜鉄道
■湊線
平磯駅 - 美乃浜学園駅 - 磯崎駅